# Câblier

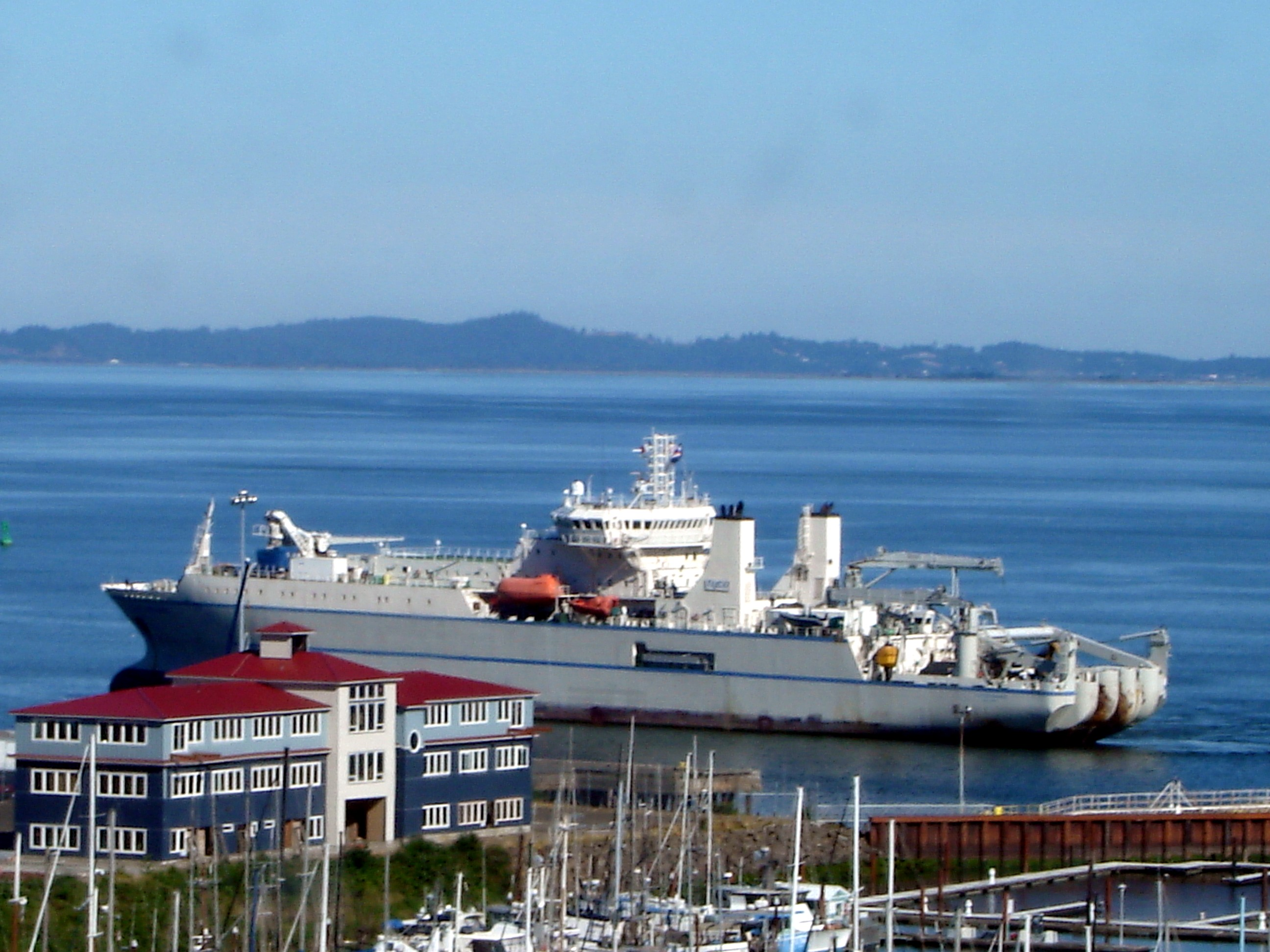
Un câblier à Astoria, Oregon aux États-Unis.

Un câblier est un navire spécialisé dans la pose, le relevage et l'entretien des câbles sous-marins pour l'acheminement de télécommunications ou le transport de l'énergie électrique. Il peut être équipé d'engins spéciaux ou robots sous-marins pour mener les interventions sur les câbles.

## Historique
Le premier câble sous-marin international fut posé dans la Manche en 1851 par un remorqueur à vapeur transformé en câblier : le Goliath. Le premier câblier français fut l'Ampère, lancé en 1864. Le premier câble transatlantique durablement utilisé (4 200 km) fut posé par le Great Eastern en 1865.
Jusqu'en 1872, tous les navires engagés sur des travaux de câbles télégraphiques étaient des navires transformés, soit pour le temps d'une mission soit en permanence. À partir de 1872, on voit apparaître les premières unités conçues et construites en tant que navires câbliers : ce sont d'abord l'Oersted de la Great Northern Telegraph Company, navire de réparation de 749 tonneaux (1 tonneau = 2,83 m3). Suivi en 1872 du Hooper (4 935 t) de Charles Mitchell et en 1874 du Faraday (4 917 t, longueur : 120 m, largeur : 17 m, creux : 12 m).
Depuis lors, l'architecture de ces navires n'a pas changé, bien que l'on soit passé de l'ère du câble télégraphique à l'ère du câble téléphonique. Seule la taille des navires et les types des machines (propulsives et machines à câble) ont évolué. Les daviers, équipements caractéristiques à l'avant des câbliers pour relever le câble, ont été intégrés à la proue. À partir des années 2000, avec l'évolution des techniques de pose, tout le travail de pont s'effectue à l'arrière du navire et la zone de vie et la passerelle de commandement ont été déplacées vers l'avant. Sur les câbliers modernes le davier avant a de nouveau disparu.

## Caractéristiques

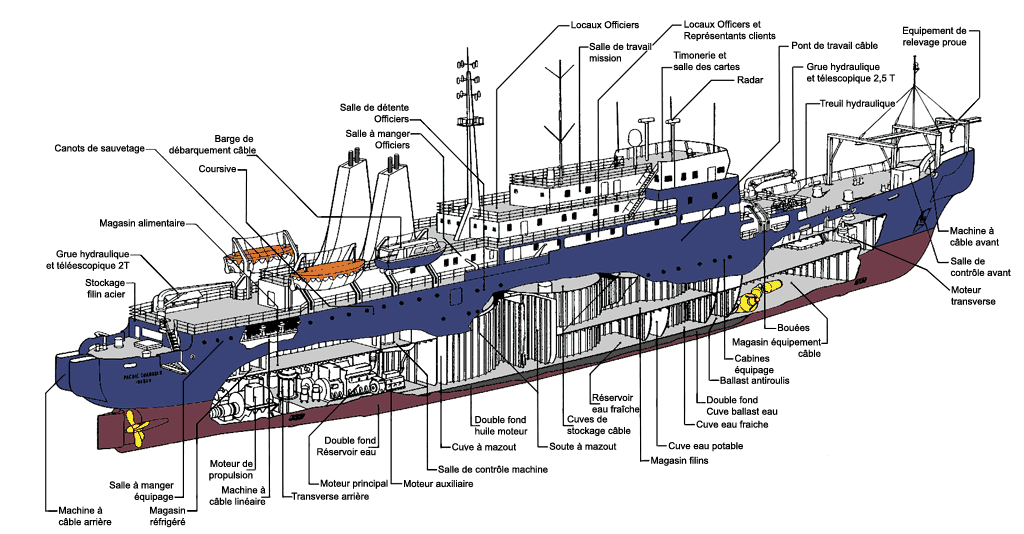
Écorché d'un navire câblier

Les navires câbliers sont des navires robustes qui doivent pouvoir accomplir des missions de longue durée, hiver comme été, sous toutes les latitudes.
Leurs dimensions sont fixées en fonction du volume de câble à emmagasiner et du volume des installations nécessaire au travail du câble.
Leur autonomie (30 à 45 jours) implique des volumes importants affectés aux capacités liquides et aux vivres. À cause des longs séjours en mer, des logements confortables sont prévus pour un personnel relativement nombreux (60 à 120 personnes).
Comme ces navires dépensent leur cargaison de câble en même temps que leur approvisionnement, ils présentent des problèmes de stabilité et d'assiette particuliers. D'où un ballastage important en eau de mer pour rétablir stabilité, assiette et tirant d'eau convenablement pendant les travaux en mer.
Ils ont besoin d'avoir une bonne manœuvrabilité, la plupart des travaux en mer nécessitant une position du navire au mètre près. C'est pourquoi la plupart de ces bâtiments sont munis de deux hélices longitudinales complétées par un ou deux propulseurs d'étrave du type tunnel ou du type à poussée vectorielle. Les câbliers sont maintenant équipés de systèmes de positionnement dynamique.
La vitesse n'est pas un paramètre critique : la majorité des câbliers ont une vitesse de croisière comprise entre 14 et 17 nœuds et une vitesse de pose de 6 nœuds maximum.
L'appareil propulsif doit être d'une grande souplesse pour ne pas amener de traction brutale sur le câble. Il doit être conçu pour bien s'adapter à trois régimes de route :
- la situation de transit : 14 - 17 nœuds ;
- la situation de pose : 3 - 8 nœuds ;
- la situation de traction charrue (30 tonnes) et réparation : 0,1 - 1 nœud.

Ces navires possèdent en outre une passerelle équipée en appareils de navigation, sondes et sécurité et des locaux techniques équipés d'appareils de mesure et outillages spécialisés adaptés à la technologie des câbles.

## Types de navires câbliers
- Les navires poseurs, dont la mission principale est la pose de nouvelles liaisons, généralement en plusieurs tronçons. Ce sont des navires de 11 000 à plus de 17 000 tonnes de déplacement. Leur capacité d'emmagasinage en câble et en répéteurs correspond à des longueurs posées. Par grand fond (plus de 2 500 m), l'utilisation du câble approprié 17 mm permet théoriquement des poses supérieures à 4 000 km sans interruption.
- Les navires de réparation sont équipés en matériel de relevage, mesure et engins sous-marins télécommandés capables de couper, désensouiller et réensouiller le câble après réparation. Ils sont également capables d'assurer des poses courtes jusqu'à 200 km. Ce sont des navires ayant un déplacement de 3 000  à   6 500 tonnes.
- Les navires mixtes capables d'assurer des poses moyennes jusqu'à 600 km, tout en ayant les caractéristiques des navires réparateurs. Leur déplacement peut aller de 5 000  à   9 000 tonnes.
- Les navires côtiers. Leurs zones d'action privilégiées se situent dans les eaux territoriales. Leur rôle est de poser ou réparer les câbles dits côtiers. Ce sont des navires de 1 700  à   4 000 tonnes limités en autonomie, en stockage (de 100  à   360 tonnes) et en personnel.
- Certains navires ont été conçus pour deux types d'activités, comme le John Cabot qui est à la fois navire brise-glace et câblier, ou le Newton qui est navire océanographique et câblier[1].

## Flotte câblière dans le monde

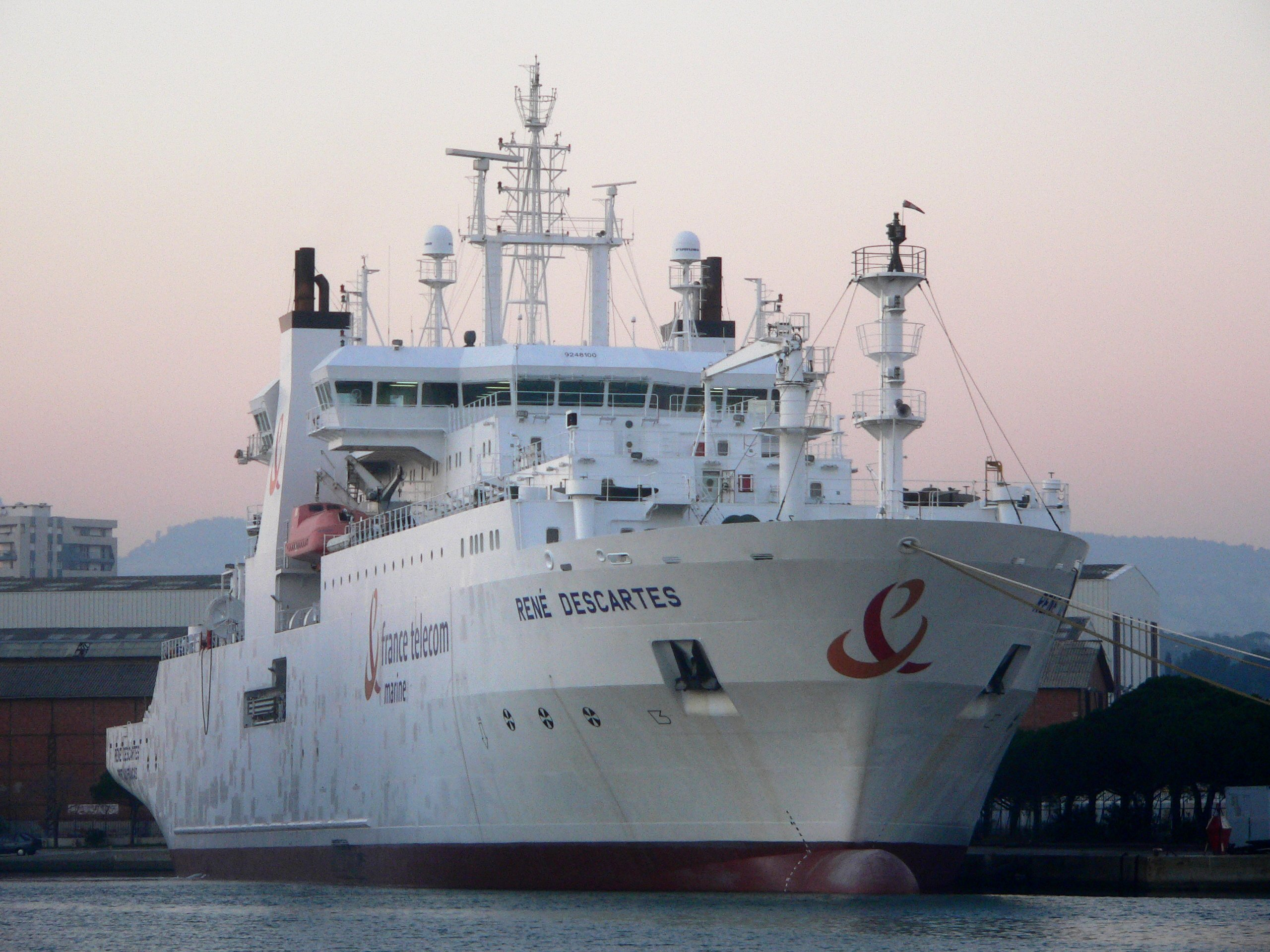
René Descartes, de France Télécom Marine, à La Seyne-sur-Mer en 2006

Navires militaires inclus, la flotte mondiale câblière comprend une centaine d'unités disséminées sur les principaux océans et mers, à l'exception de l'Océan Indien.
Les flottes les plus importantes sont réparties chez les quatre nations qui ont une industrie câblière d'envergure mondiale : les États-Unis, le Japon, la France et le Royaume-Uni. L'ancien bloc soviétique dispose également d'une importante flotte dont le nombre d'unités est sans commune mesure avec l'importance du réseau téléphonique sous-marin connu[C'est-à-dire ?].

## Flotte câblière en France
Au 1er janvier 2017 une cinquantaine de navires câbliers opéraient dans le monde.
En France, ils ont été les plus actifs dans la façade Manche Est-mer du Nord en raison de la proximité du Royaume-Uni. Après 2010, la production de câbles télécoms diminue (depuis 2011), alors que la fabrication de câbles d'énergie augmente et devrait encore augmenter après 2018, de même que leur pose (dont pour l'interconnexion électrique et pour connecter les fermes d'éoliennes offshore, avec par exemple + 5,8 GW de capacité nouvelle prévue en Manche Est-mer du Nord après 2018). Les actions de maintenance augmentent aussi (depuis le milieu des années 2000).
L'activité de dépose (ou de relevage) des nombreux câbles désaffectés (télécom principalement, devenus des déchets marins) devrait augmenter et probablement mobiliser des câbliers, notamment dans la Manche (ils sont maintenant plus nombreux que les câbles en service).

### Liste historique des navires câbliers français

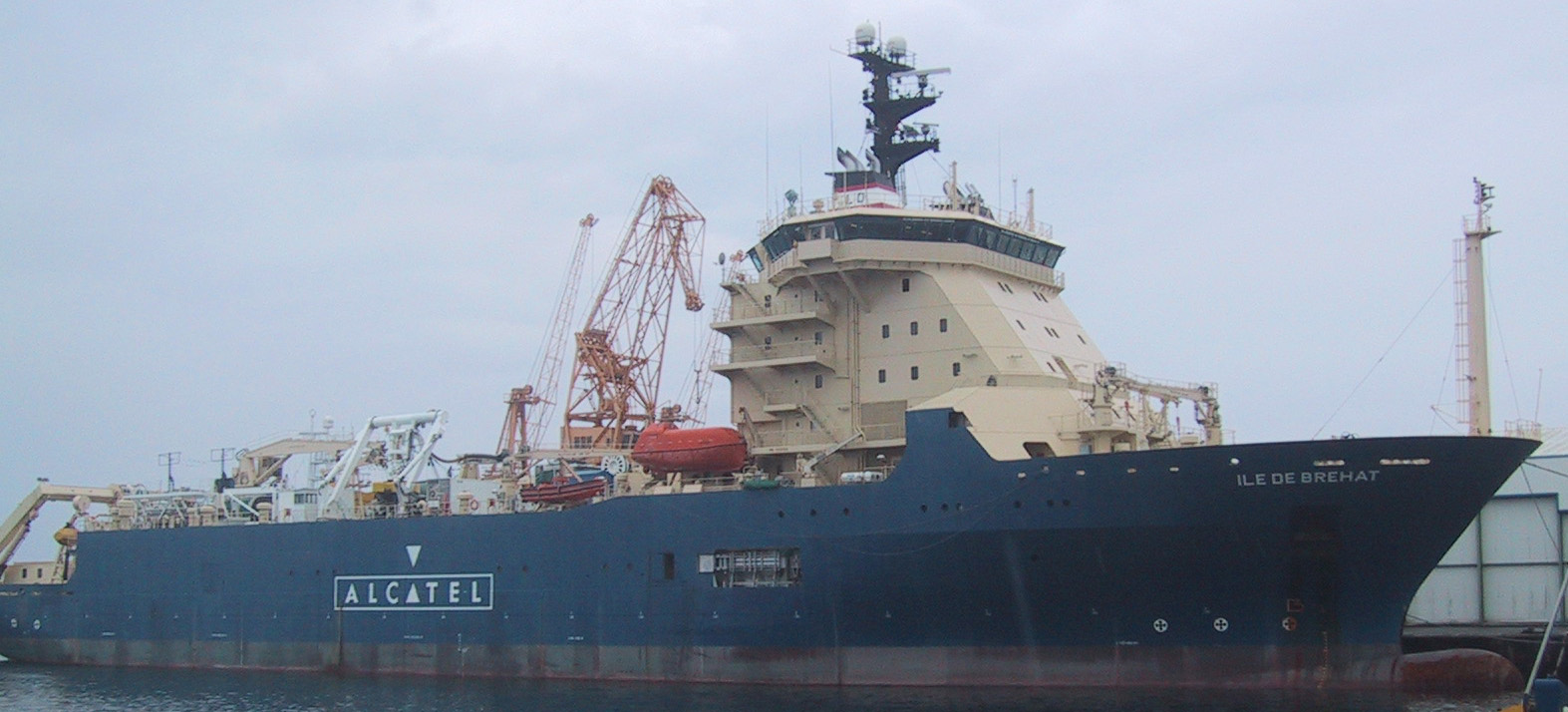
Alcatel, CS île de Bréhat en 2005

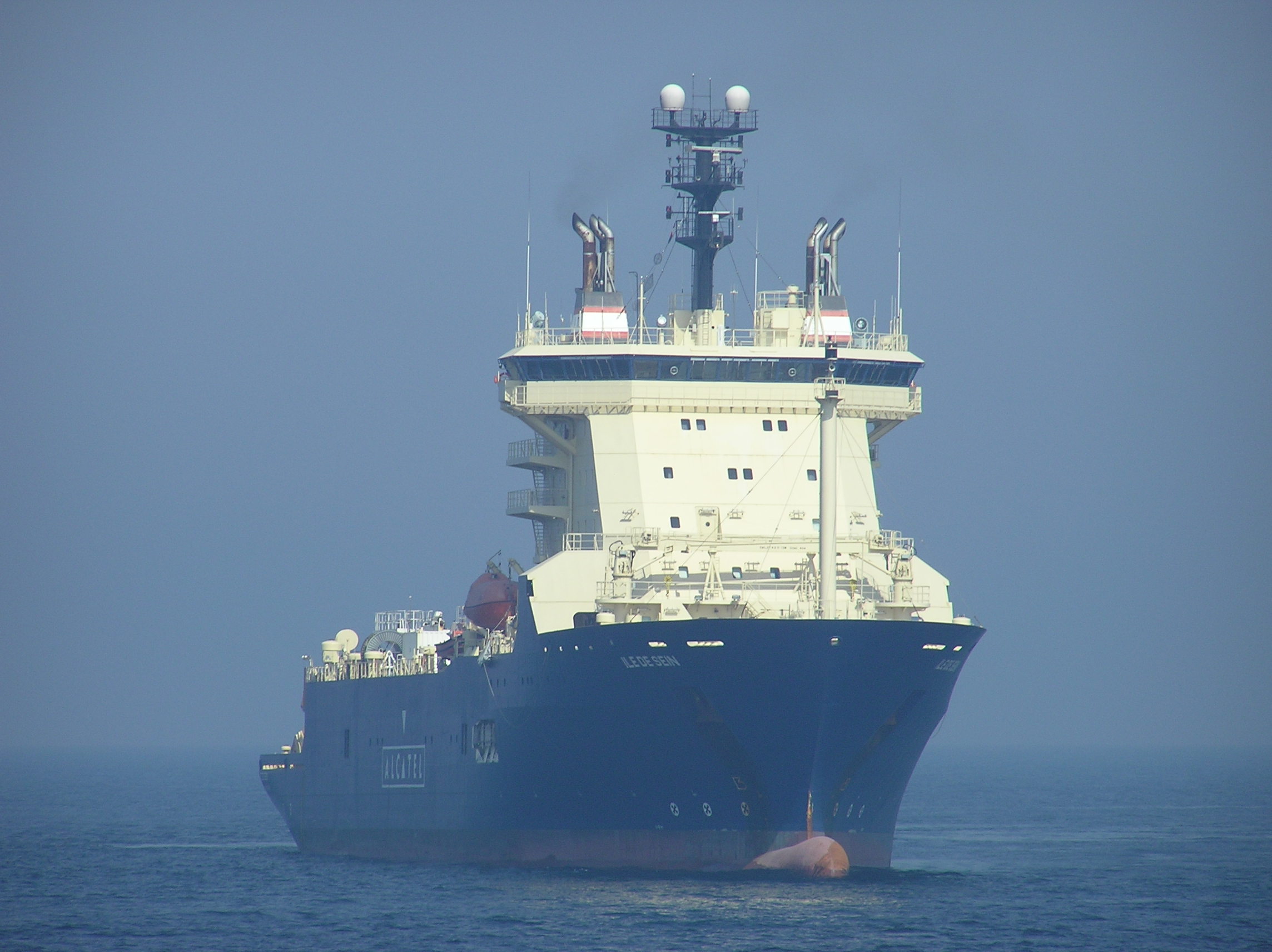
Alcatel Ile De Sein, 2005.

En juin 2024, Alcatel Submarine Networks (ASN), numéro une des entreprises de production et de mise place de cables sous-marins de télécommunications dispose de 7 navires câbliers en opérations. Ci-après une liste du parc de cablier étant ou ayant été dans sa flotte :

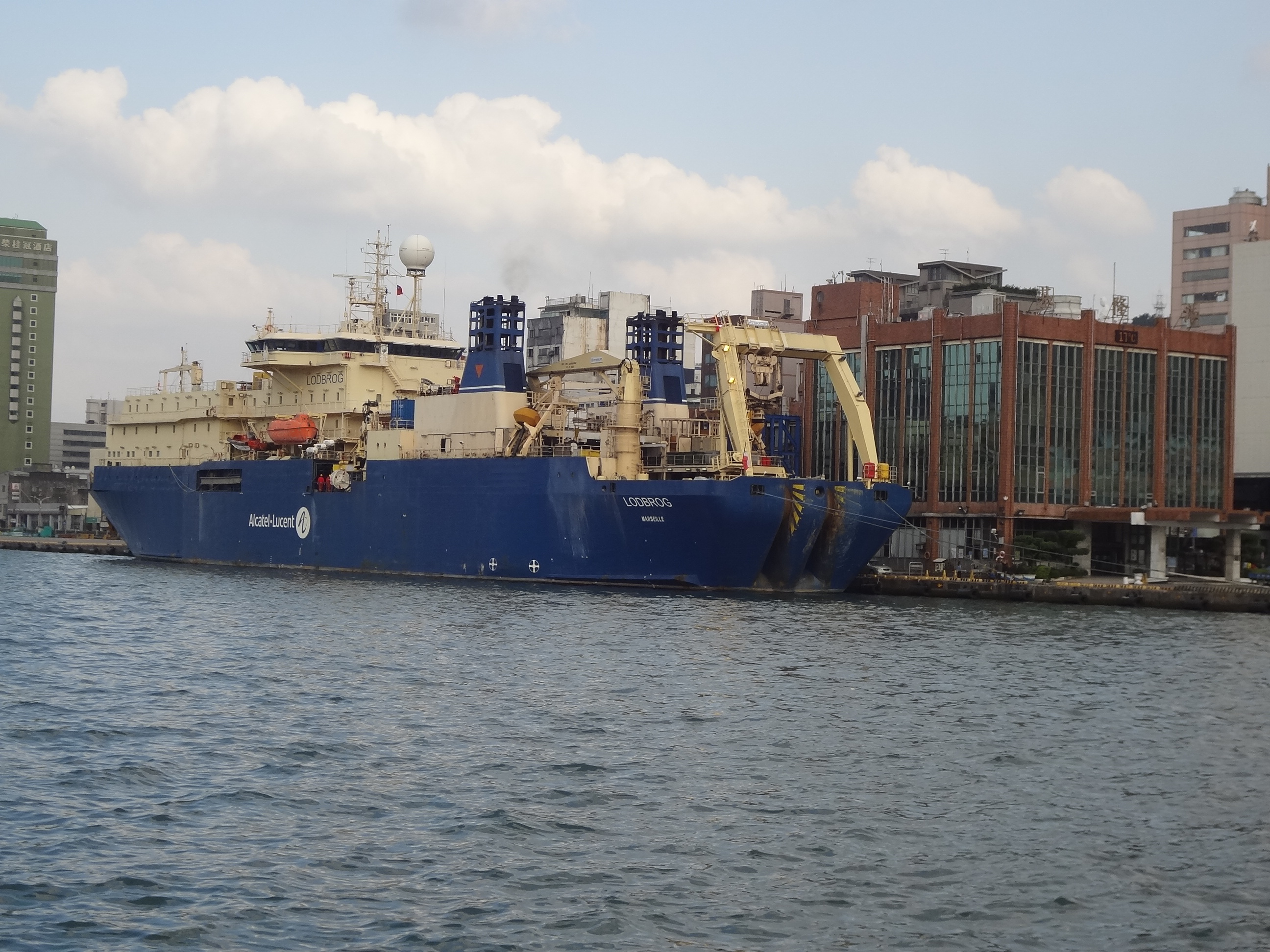
Navire Alcatel-Lucent, CS Lodbrog à Port Keelung en 2014

- CS île de Batz Construit en 2001. APOLLO 2003 : Widemouth Bay, Bude, Angleterre à Brookhaven, EUA et Lannion, France à Manasquan, EUA, 2008 travaillé sur TPE (Trans Pacific Express)
- CS île de Bréhat Construit en 2002. Tracé principal de la route Nord de 4 400 km pour la route APOLLO 2003. Dégagement des routes en 2015 pour GTT Express.
- CS île de Ré (1983) Construit en 1983, a travaillé en 2006 sur le tracé du câble APNG 2 de Sydney, en Australie, à Port Moresby, en Papouasie-Nouvelle-Guinée.
- CS île de Sein Construit en 2001, Longueur : 140,36 m, Travaux de câbles en 2003 des routes Açores à Madère et Madère à Porto Santo. En 2011, le Vol Air France 447, les deux boîtes noires furent retrouvées par un robot sous-marin.

- L'Île d'Yeu, à l'origine Knight est un câblier construit en 2001 par l'entreprise Hyundai Mipo Dockyard (HMD) en Corée du Sud, avec son navire jumeau le C/S Baron.
- CS Heimdal (1983, 2000-2004) Construit en 1983, 1988: Renommé FERRYMAR I. Revenu à MERCANDIAN ADMIRAL II. 2000: Converti en navire de réparation et pose de câbles et vendu à Alcatel Submarine Networks Marine AS. 2003: réparation de la fibre optique dans l'océan Pacifique, ligne entre le Japon et les États-Unis, près de 9 400 km[5]. 2004: Vendu à SEACOR Smit Offshore (Worldwide) Ltd, (SEACOR Marine (Asia) Pte Ltd. (IMO 8207393, MMSI: 538002126)
- CS Lodbrog Construit en 1985, (IMO 8027808, MMSI: 354400000)
- CS Stanelco 2 Construit en 1975, Brattvag Skips., Brattvag. 1982 Standard Telefon og Kabelfabrik. Vend Alcatel Contracting Norway A/S, Oslo en 2000. (IMO 7382469, MMSI 341082000

Ci-après une liste de cabliers étant ou ayant été dans la flotte d'Orange Marine:

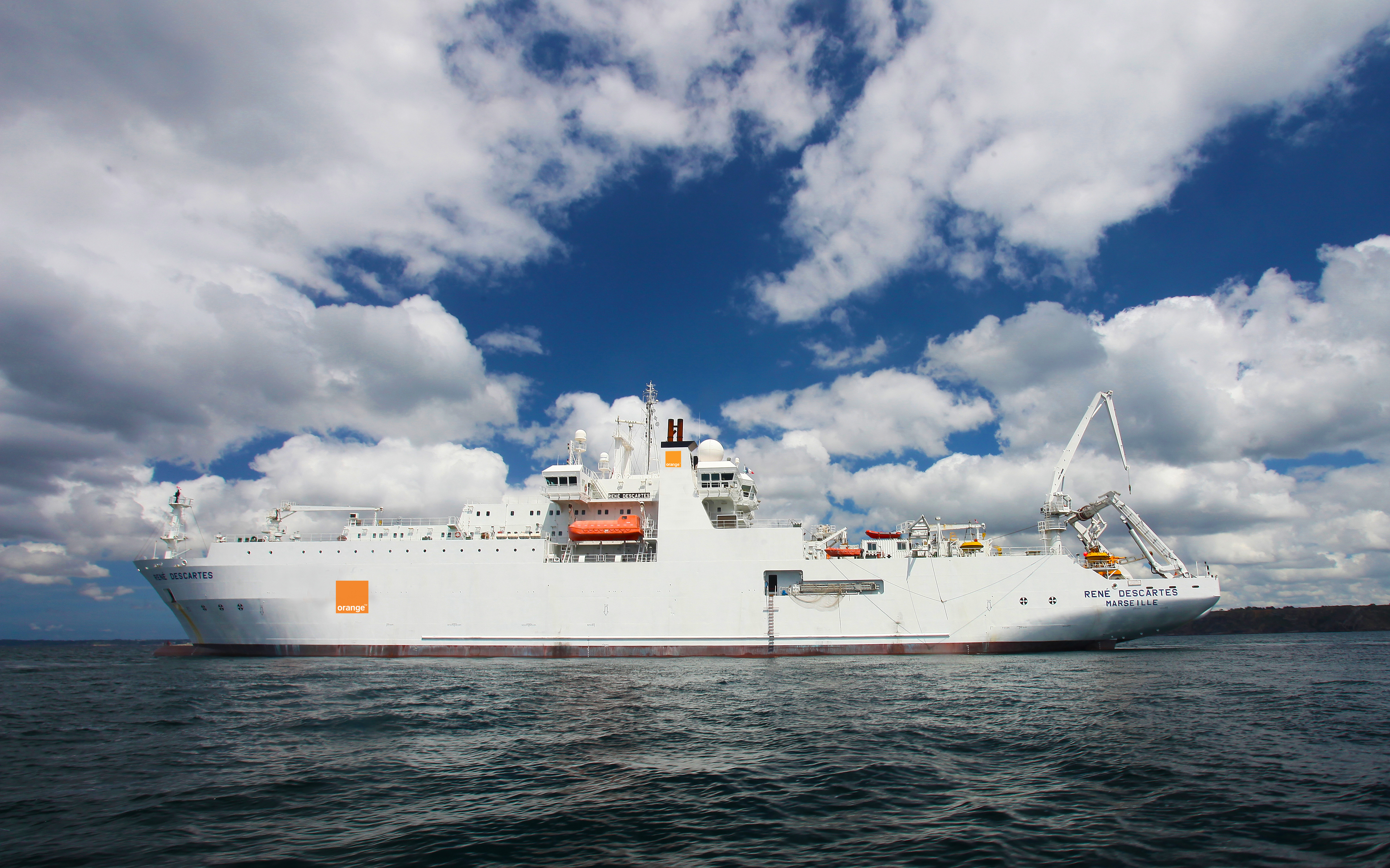
Le René Descartes, Navire câblier de la flotte Orange Marine.

En 2004, France Telecom, Chamarel, Leon Thevenin, Raymond Croze, et René Descartes.
- CS Vercors/Chamarel (1974-2012) Construit en 1974 par la Société Nouvelle des Ateliers et Chantiers du Havre. Longueur: 135 m. En 1988, elle appartenait à France Télécom lorsqu'elle travaillait en commun avec British Telecom CS Alert et AT&T Corp. CS Long Lines sur le premier câble transatlantique à fibre optique, TAT-8. Les trois points de pose de câbles provenaient de trois pays et de trois navires de compagnies de téléphone différentes. La France, c'était Penmarch, la France. Plus tard exploité par Orange. Le point de départ des États-Unis était Tuckerton, dans le New Jersey. La capacité de transmission des communications a atteint en 18 mois au-delà des attentes selon lesquelles d'autres lignes seraient nécessaires d'ici une décennie[7]. Renommé Chamarel en 2002. (Naufragé après un incendie le 8 août 2012.) IMO: 7347718 et MMSI: 645167000.

- Léon Thevenin Construit en 1983. Longueur: 107.82 m, IMO: 8108676 et MMSI: 645400000.

- Raymond Croze Construit en 1982. Utilisé par Orange UK, le navire avait 40 ans en 2022 lorsqu'un remplacement était prévu par Orange Marine, la filiale d'Orange. Le lancement d'un nouveau navire était prévu pour 2023, une fois le nouveau navire achevé[8], a travaillé en 2006 sur le tracé du câble APNG 2 de Sydney, en Australie, à Port Moresby, en Papouasie-Nouvelle-Guinée. IMO: 8104199 et MMSI: 226290000.

- René Descartes Construit en 2002, aux Hanjin Heavy Industries, Corée du Sud. Longueur: 144.5 m, (19ème câblier appartenant en 2021)[9] IMO: 9248100 et MMSI: 226291000.

En 2014, Orange S.A.:
- Pierre de Fermat (2014) Utilisé par Orange S.A., le navire est le premier navire neuf construit par Orange Marine, depuis le lancement du Raymond Croze en 1983 pour la pose de câbles[10]. IMO: 9694505 et MMSI: 228041600.

Mis en service par Orange Marine en septembre 2023 :
- Le Sophie Germain, basé à La Seyne-sur-Mer est un navire spécifiquement conçu pour la réparation des câbles sous-marins[11],[12],[13].